# イスキア・ハスビン・シチェス・パステン

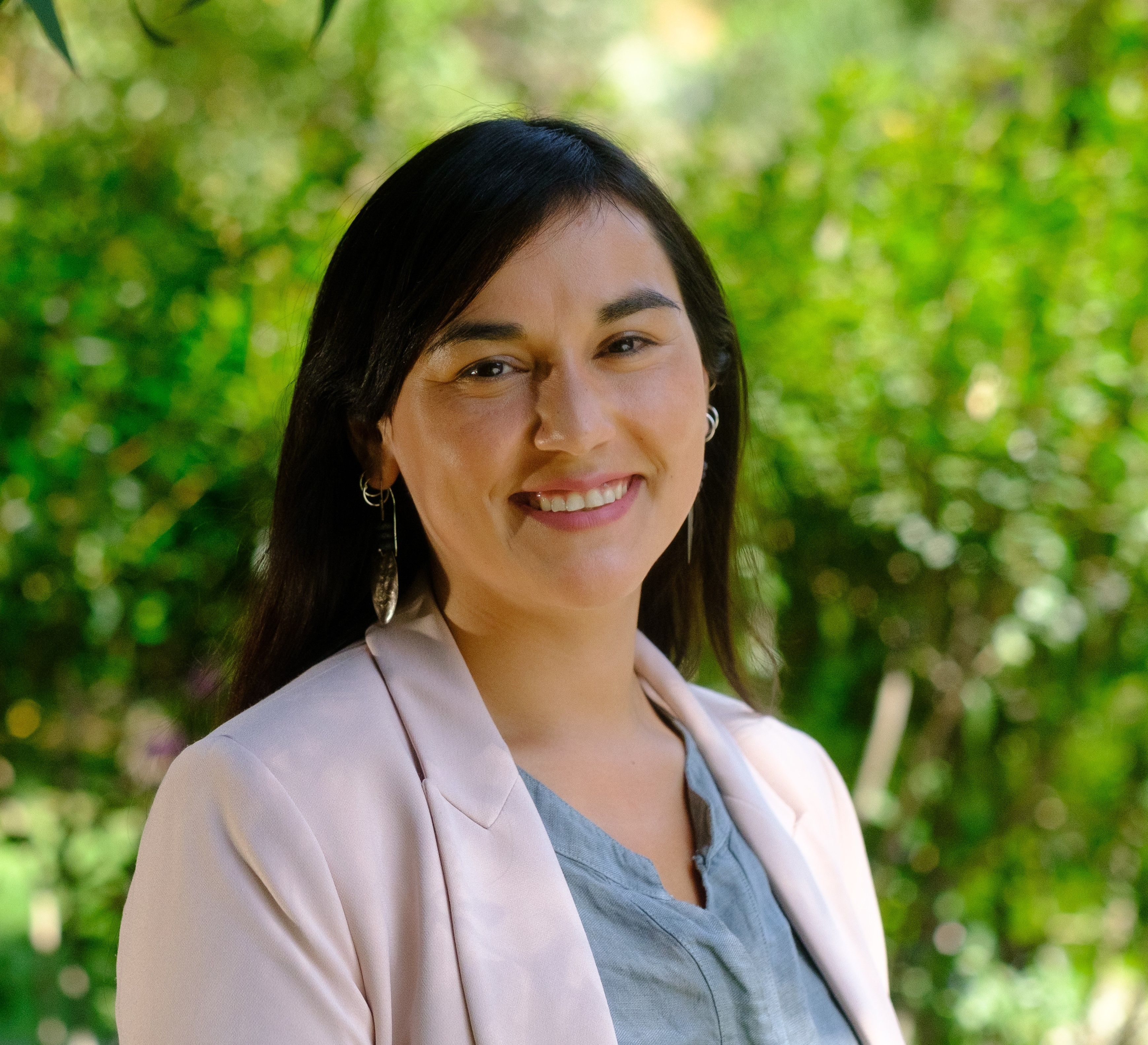
2022年

イスキア・ハスビン・シチェス・パステン（1986年3月4日 - ）は、チリの医師、政治家である。彼女は、2022年3月11日から9月6日まで、ボリッチ政権下で内務公安大臣を務めた。彼女はチリの歴史上この地位に就いた最初の女性である 。彼女は、2017年5月から2021年11月まで、チリ医科大学（Colmed）の学長を務めていた。